# Phillip Mills

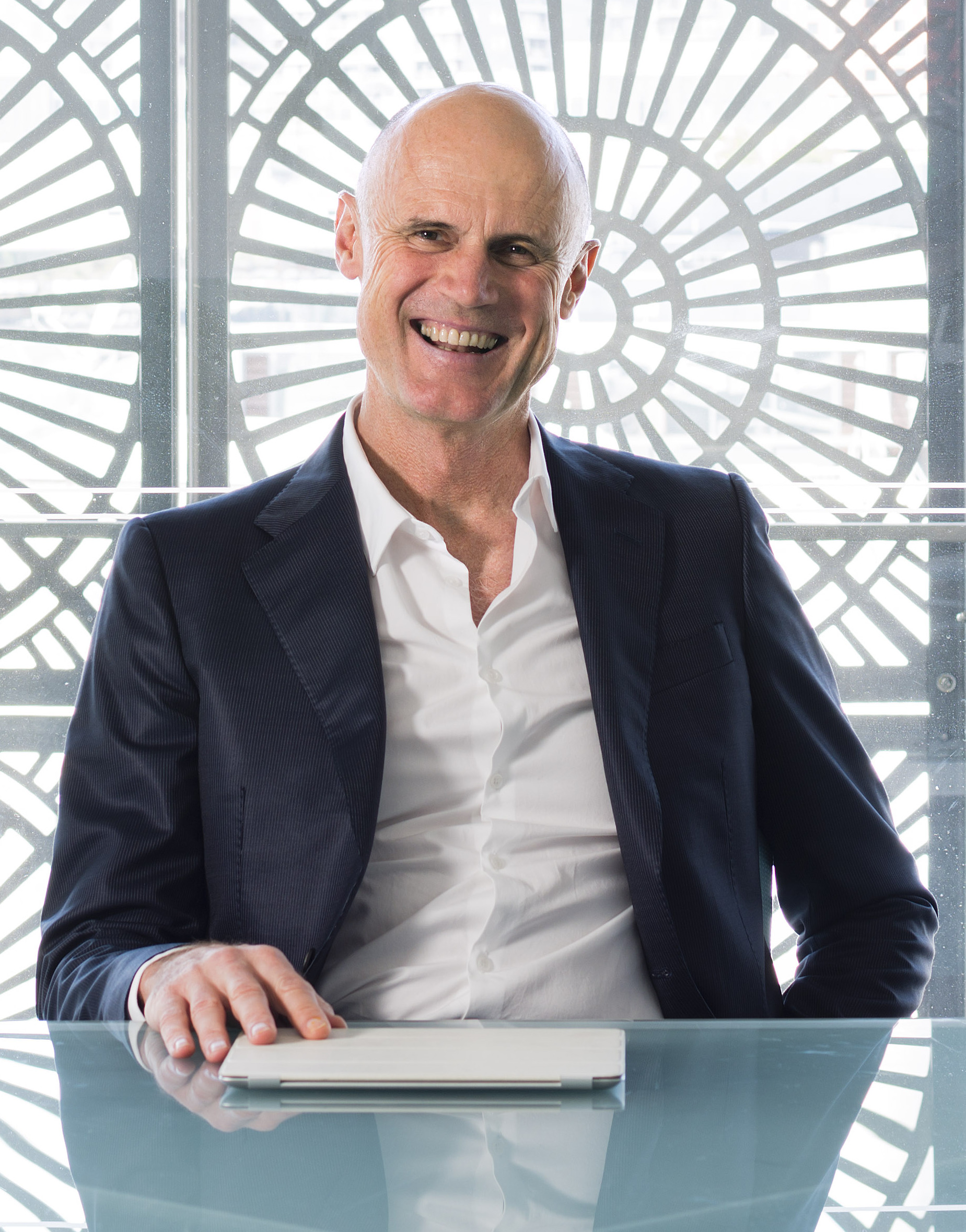
Phillip Mills 2012

Phillip Mills (* 13. Februar 1955 in Auckland) ist ein neuseeländischer Unternehmer und ehemaliger Hürdenläufer.
Bei den Commonwealth Games 1978 in Edmonton wurde er Sechster über 110 m Hürden und Achter über 400 m Hürden. 1980 wurde er Neuseeländischer Meister über 110 m Hürden.
In den 1980er Jahren entwickelte er mit seinem Vater Les Mills, einem ehemaligen Diskuswerfer und Kugelstoßer, Gruppenprogramme für die Fitnessstudios des gemeinsamen Familienunternehmens. 1997 gründete er zur internationalen Vermarktung von Fitnessprogrammen wie Bodypump das Unternehmen Les Mills International.

## Persönliche Bestzeiten
- 110 m Hürden: 14,32 s, 6. August 1978, Edmonton[2]
- 400 m Hürden: 50,14 s, 1. Mai 1976, Westwood[6]